# Summerhayesia
Summerhayesia – rodzaj roślin z rodziny storczykowatych (Orchidaceae). Epifityczne rośliny występujące w Gabonie, Ghanie, na Wybrzeżu Kości Słoniowej, w Liberii, Malawi, Tanzanii, Zambii, Zimbabwe, Demokratycznej Republice Konga.

## Morfologia
PokrójRośliny zielne rozgałęziające się monopodialnie. Pędy krótkie, liściaste; korzenie wyrastają tylko u nasady łodygi.
LiścieLiście dwurzędowe, równowąskie lub językowate.
KwiatyZebrane w kwiatostany wyrastające w kątach liści, wielokwiatowe. Listki okwiatu raczej mięsiste, białe lub kremowo-żółte, podobne w obu okółkach. Warżka wklęsła, całobrzega, obejmująca prętosłup, z ostrogą u nasady. Prętosłup krótki i gruby. Pylnik wypukły, zawiera dwie pyłkowiny z pojedynczą, krótką uczepką i tarczką.

## Systematyka
Rodzaj sklasyfikowany do podplemienia Angraecinae w plemieniu Vandeae, podrodzina epidendronowe (Epidendroideae), rodzina storczykowate (Orchidaceae), rząd szparagowce (Asparagales) w obrębie roślin jednoliściennych.
Wykaz gatunków
- Summerhayesia laurentii (De Wild.) P.J.Cribb
- Summerhayesia zambesiaca P.J.Cribb